# Haast-féle sas
A Haast-féle sas (latin neve Harpagornis moorei, de mivel újabb eredmények alapján a külön nembe sorolása nem indokolt, ezért neve lehet Hieraaetus moorei vagy Aquila moorei is) egy kihalt, hatalmas sas, amely Új-Zéland Déli-szigetén alakult ki a pleisztocén során. Magyar (és angol) nevét felfedezőjéről, Julius von Haastról kapta.

## Megjelenése
Hatalmas termetű ragadozó madár lehetett: a hím kb. 9–12 kg, a nőstény pedig kb. 10–15 kg tömegű volt (nemi kétalakúság); szárnyuk fesztávolsága elérhette a 2,6–3 métert. Mérete valószínűleg közel járhatott a repülőképesség felső határához.

## Életmódja
Mivel Új-Zéland két szigetén az emlősöket csak fókák és denevérek képviselték, és (a hidasgyíkoktól eltekintve) nagyméretű hüllők sem éltek a szigeteken, így a két sziget szárazföldi gerinceseinek nagy részét a madarak adták. Ezért a Haast-féle sas az ökoszisztéma csúcsragadozója lehetett: a különböző röpképtelen moa-fajokra vadászott a levegőből, és közülük a 200 kg tömegű példányokat is képes volt elejteni.

## Kihalása
A faj a maorik betelepedése idején (a 11. század körül) még létezett, de az európaiak megjelenésekor (18. század) már nem: valószínűleg a 15–16. század során pusztulhatott ki. Kihalásának valószínű oka, hogy zsákmányállataikat, a moákat, a maorik túlvadászták.

## Rendszertani helye
A faj pontos taxonómiai hovatartozására a közelmúltban DNS-vizsgálatok derítettek fényt; közeli rokona az alig 1 kg tömegű ausztrál törpesas (Hieraaetus morphnoides).